# Equação fundamental da fluido-estática
A equação fundamental da fluido-estática é uma equação diferencial da fórmula:
{\displaystyle {\frac {dP}{dz}}\;=-\rho \,\cdot \,\mathrm {g} }
Esta equação é válida para a atmosfera em repouso, por isso, na realidade quase nunca sucede, quer dizer, a atmosfera está em contínuo movimento. Esta equação indica como varia a pressão em uma certa altitude.
A aceleração da gravidade é {\displaystyle \mathrm {g} \;=9,81m/s^{2}}, e {\displaystyle \rho \,} é a densidade do fluido.
Uma das aplicações da equação fundamental da fluido-estática é a determinação da densidade de um líquido não miscível com água (ou outro par de fluidos não miscíveis sendo que um de densidade conhecida) mediante um tubo em forma de U, comparando as diferentes alturas das colunas de fluido sobre a superfície de separação.